# بیمارستان علی ابن ابیطالب (زاهدان)
بیمارستان علی ابن ابیطالب بیمارستانی است درمانی واقع در شهر زاهدان، استان سیستان و بلوچستان وابسته به دانشگاه علوم پزشکی زاهدان است.

این بیمارستان بزرگرترین مرکز آموزشی و درمانی در استان سیستان و بلوچستان است.